# Jisra’el Chason
Jisra’el Chason (hebr.: ישראל חסון, ur. 27 kwietnia 1955 w Damaszku) – izraelski polityk, członek Knesetu z ramienia partii Nasz Dom Izrael, były dyrektor Szin Bet.

## Życiorys
Urodził się w Syrii, wyemigrował do Izraela w wieku 7 lat. Pracował w Szin Bet przez 23 lata, gdzie zajmował się rekrutowaniem agentów i dowodzeniem akcjami operacyjnymi. Zaangażowany był w rozmowy z Palestyńczykami, m.in. w Wye River, Tabie i Hebronie, a także brał udział razem z Ehudem Barakiem w negocjacjach w Camp David. Wielokrotnie był wysłańcem państwa Izrael do krajów arabskich. W ostatnich latach pracy w Szin Bet, był jego wiceszefem (służył pod Ammim Ajjalonem).
W 2000 roku, po zaangnażowaniu Awiego Dichtera jako szefa Szin Bet, Chason opuścił tę organizację i założył prywatny interes. Jego firma (Hasson Energy) zajmowała się dostarczaniem paliwa do fabryk i stacji benzynowych w północnym Izraelu, a także handlem z władzami Autonomii Palestyńskiej. Został wybrany do siedemnastego Knesetu w wyborach w 2006 roku.